# Wale Musa Alli
Wale Musa Alli (* 31. Dezember 2000 in Lagos) ist ein nigerianischer Fußballspieler. 

## Karriere
Alli kam im Februar 2019 nach Estland zum JK Tallinna Kalev. Im März 2019 debütierte er in der Meistriliiga, als er am dritten Spieltag der Saison 2019 gegen Paide Linnameeskond in der 60. Minute für Reinhard Reimaa eingewechselt wurde. Im Mai 2019 erzielte er bei einem 3:0-Sieg gegen FC Kuressaare sein erstes Tor in der höchsten estnischen Spielklasse. Bis Saisonende kam er zu 33 Einsätzen für Kalev, in denen er sieben Tore erzielte.
Im Februar 2020 wechselte er zum österreichischen Zweitligisten SKU Amstetten. Für den SKU kam er in zweieinhalb Jahren zu 66 Einsätzen in der 2. Liga, in denen er acht Tore erzielte. Nach der Saison 2021/22 verließ er den Verein.
Daraufhin wechselte er im Juli 2022 nach Tschechien zum Erstligisten FC Zbrojovka Brünn, bei dem er einen bis Juni 2022 laufenden Vertrag erhielt. Im Sommer 2023 wechselte er zum SK Dynamo Ceske Budejovice.